# 1998 WW31
1998 WW31 est un objet transneptunien faisant partie du groupe des cubewanos.

Animation impliquant 2 corps de faible différence de masse.

Découvert en 1998, il forme un système binaire avec un autre objet temporairement désigné par S/2000 (1998 WW31) 1. Avec leurs masses équivalentes, il s'agit du premier système binaire découvert au-delà de l'orbite de Neptune en dehors du couple Pluton-Charon. Depuis, un nombre important de « duos » a été trouvé.
Leur période orbitale est d'environ 570 jours et ils orbitent à une distance de 4 000 km à 40 000 km, avec un demi-grand axe d'environ 22 000 km. 

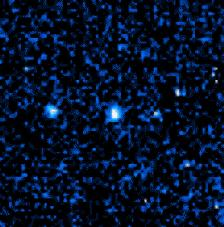
S/2000 (1998 WW31) 1
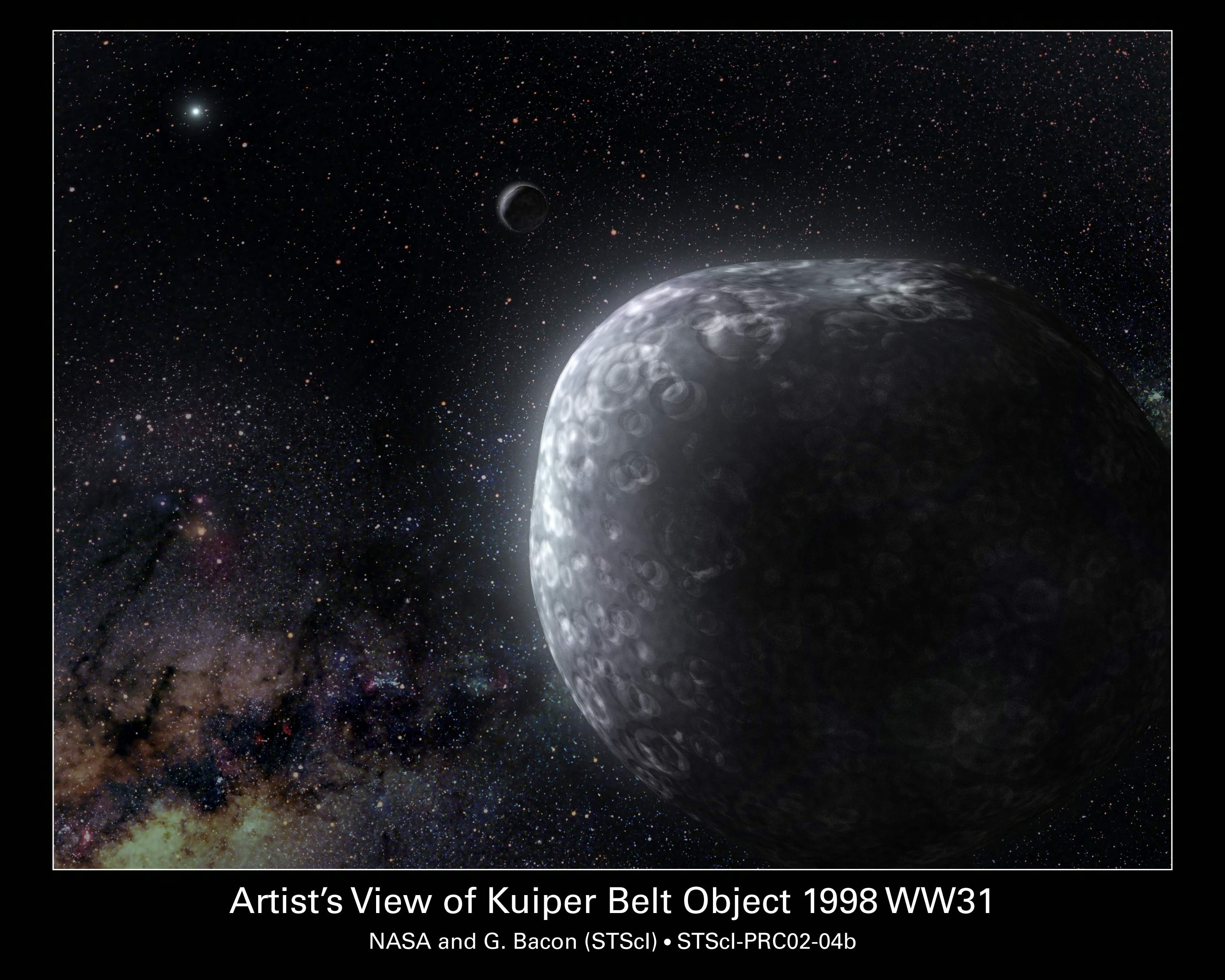
vue d'artiste